# Roger Barton
Roger Barton, né le 1er juillet 1965 à Los Angeles, est un monteur américain. Son fils, Aidan Barton, a incarné Luke et Leia Skywalker bébés dans Star Wars, épisode III : La Revanche des Sith.

## Filmographie
- 1997 : Le Nouvel Espion aux pattes de velours (That Darn Cat) de Bob Spiers
- 2000 : 60 secondes chrono (Gone in Sixty Seconds) de Dominic Sena
- 2001 : Pearl Harbor de Michael Bay
- 2002 : Le Vaisseau de l'angoisse (Ghost Ship) de Steve Beck
- 2003 : Bad Boys 2 (Bad Boys II) de Michael Bay
- 2005 : Amityville (The Amityville Horror) d'Andrew Douglas
- 2005 : Star Wars, épisode III : La Revanche des Sith (Star Wars: Episode III - Revenge of the Sith) de George Lucas
- 2005 : Réussir ou mourir (Get Rich or Die Tryin') de Jim Sheridan
- 2006 : Eragon de Stefen Fangmeier
- 2008 : Speed Racer de Andy et Larry Wachowski
- 2009 : Transformers 2 : La Revanche (Transformers: Revenge of the Fallen) de Michael Bay
- 2010 : L'Agence tous risques de Joe Carnahan
- 2011 : Transformers 3 : La Face cachée de la Lune (Transformers: Dark of the moon) de Michael Bay
- 2012 : Le Territoire des loups (The Grey) de Joe Carnahan
- 2013 : G.I. Joe : Conspiration (G.I. Joe: Retaliation) de Jon Chu
- 2013 : World War Z de Marc Forster
- 2014 : Transformers : L'Âge de l'extinction (Transformers: Age of extinction) de Michael Bay
- 2015 : Terminator Genisys d'Alan Taylor
- 2017 : Pirates des Caraïbes : La Vengeance de Salazar (Pirates of the Caribbean: Dead Men Tell No Tales) de Joachim Rønning et Espen Sandberg
- 2017 : Transformers: The Last Knight de Michael Bay
- 2019 : Godzilla 2 : Roi des monstres (Godzilla: King of Monsters) de Michael Dougherty
- 2019 : Six Underground de Michael Bay
- 2021 : The Tomorrow War de Chris McKay